# Жмакино (Оренбургская область)
Жма́кино — деревня в Северном районе Оренбургской области России. Входит в состав Новодомосейкинского сельсовета.

## География
Деревня находится в северо-западной части Оренбургской области, в пределах Бугульминско-Белебеевской возвышенности, в степной зоне, на правом берегу реки Кузьминка, на расстоянии примерно 26 км (по прямой) к северо-востоку от села Северное, административного центра района. Абсолютная высота — 185 м над уровнем моря.
Климат
Климат характеризуется как континентальный с продолжительной морозной зимой, тёплым летом и относительно короткими весной и осенью. Продолжительность безморозного периода составляет 115—125 дней. Среднегодовое количество атмосферных осадков превышает 400 мм.
Часовой пояс
Деревня Жмакино, как и вся Оренбургская область, находится в часовой зоне МСК+2. Смещение применяемого времени относительно UTC составляет +5:00.

## Население
| 2010 |
| ---- |
| 86   |

Половой состав
По данным Всероссийской переписи населения 2010 года, в половой структуре населения мужчины составляли 48,8 %, женщины — соответственно 51,2 %.
Национальный состав
Согласно результатам переписи 2002 года, в национальной структуре населения русские составляли 85 % из 105 чел.

## Известные уроженцы
- Медведев, Анатолий Михайлович (1937—2024) — советский и российский учёный в области генетики и селекции сельскохозяйственных культур. Доктор сельскохозяйственных наук.